# HD 54764
HD 54764，又名BD-16 1802，SAO 152477、HR 2699，是一颗恒星，视星等为6.03，位于銀經229.42，銀緯-3.44，其B1900.0坐标为赤經7h 5m 3.1s，赤緯-16° -3.44′ 24″。